# Semm Renders
Semm Renders (Geel, 17 december 2007) is een Belgisch voetballer die onder contract ligt bij Royal Antwerp FC.

## Carrière
Renders is afkomstig uit de jeugdopleiding van Royal Antwerp FC.  Op 6 oktober 2024 maakte hij zijn officiële debuut in het eerste elftal van de club: in de competitiewedstrijd tegen Cercle Brugge (3-0-winst) liet trainer Jonas De Roeck hem in de 92e minuut invallen.

## Clubstatistieken
| Seizoen         | Club             | Land            | Competitie       | Competitie | Competitie | Beker | Beker | Supercup | Supercup | Europees | Europees | Totaal | Totaal |
| Seizoen         | Club             | Land            | Competitie       | Wed.       | Dlp.       | Wed.  | Dlp.  | Wed.     | Dlp.     | Wed.     | Dlp.     | Wed.   | Dlp.   |
| --------------- | ---------------- | --------------- | ---------------- | ---------- | ---------- | ----- | ----- | -------- | -------- | -------- | -------- | ------ | ------ |
| 2024/25         | Young Reds       | Vlag van België | Eerste nationale | 10         | 0          | —     | —     | —        | —        | —        | —        | 10     | 0      |
| 2024/25         | Royal Antwerp FC | Vlag van België | Eerste klasse A  | 8          | 0          | 2     | 0     | —        | —        | 0        | 0        | 10     | 0      |
| Carrière totaal | Carrière totaal  | Carrière totaal | Carrière totaal  | 20         | 0          | 0     | 0     | 0        | 0        | 0        | 0        | 20     | 0      |

Bijgewerkt op 25 januari 2025.